# Danthoniopsis
Danthoniopsis és un gènere de plantes de la família de les poàcies, ordre de les poals, subclasse de les commelínides, classe de les liliòpsides, divisió dels magnoliofitins.

## Taxonomia
- Danthoniopsis acutigluma Chippin.
- Danthoniopsis anomala (C.E. Hubb. i Schweick.) Clayton
- Danthoniopsis aptera R.I.S. Correia i Phipps
- Danthoniopsis barbata (Nees) C.E. Hubb.
- Danthoniopsis betsileensis (A. Camus) A. Camus
- Danthoniopsis catangensis (Chiov.) Kiwak i Duvign.
- Danthoniopsis chevalierii A. Camus i C.E. Hubb.
- Danthoniopsis chimanimaniensis (J.B. Phipps) Clayton
- Danthoniopsis dinteri (Pilg.) C.E. Hubb.
- Danthoniopsis gossweileri Stapf
  - Danthoniopsis gossweileri var. catangensis Chiov.
  - Danthoniopsis gossweileri var. gossweileri
- Danthoniopsis griffithiana (Müll. Stuttg.) Bor
- Danthoniopsis humbertii (A. Camus) Conert
- Danthoniopsis intermedia C.E. Hubb.
- Danthoniopsis isalensis A. Camus
- Danthoniopsis lignosa C.E. Hubb.
- Danthoniopsis minor Stapf i C.E. Hubb.
- Danthoniopsis multinodis (C.E. Hubb.) Jacq.-Fél.
- Danthoniopsis occidentalis Jacq.-Fél.
- Danthoniopsis parva (J.B. Phipps) Clayton
- Danthoniopsis petiolata (J.B. Phipps) Clayton
- Danthoniopsis pobeguinii Jacq.-Fél.
- Danthoniopsis pruinosa C.E. Hubb.
  - Danthoniopsis pruinosa var. gracilis C.E. Hubb.
  - Danthoniopsis pruinosa var. pruinosa
- Danthoniopsis purpurea (C.E. Hubb.) Jacq.-Fél.
- Danthoniopsis ramosa (Stapf) Clayton
- Danthoniopsis scopulorum (J.B. Phipps) J.B. Phipps
- Danthoniopsis simulans (C.E. Hubb.) Clayton
- Danthoniopsis stocksii (Boiss.) C.E. Hubb.
- Danthoniopsis tristachyoides (Trin.) Jacq.-Fél.
- Danthoniopsis tuberculata (Stapf) Jacq.-Fél.
- Danthoniopsis viridis (Rendle) C.E. Hubb.
- Danthoniopsis wasaensis (Vanderyst) C.E. Hubb.
- Danthoniopsis westii J.B. Phipps